# Au am Leithaberge
Au am Leithaberge är en ort och kommun i Österrike. Den ligger i distriktet Bruck an der Leitha i förbundslandet Niederösterreich, 35 kilometer söder om huvudstaden Wien. 